# Alexander Sergejewitsch Wassjunow
Alexander Sergejewitsch Wassjunow (russisch Александр Сергеевич Васюнов; * 22. April 1988 in Jaroslawl, Russische SFSR; † 7. September 2011 in Tunoschna bei Jaroslawl) war ein russischer Eishockeyspieler, der während seiner Karriere unter anderem bei den New Jersey Devils in der National Hockey League sowie Lokomotive Jaroslawl in der Kontinentalen Hockey-Liga spielte.

## Karriere

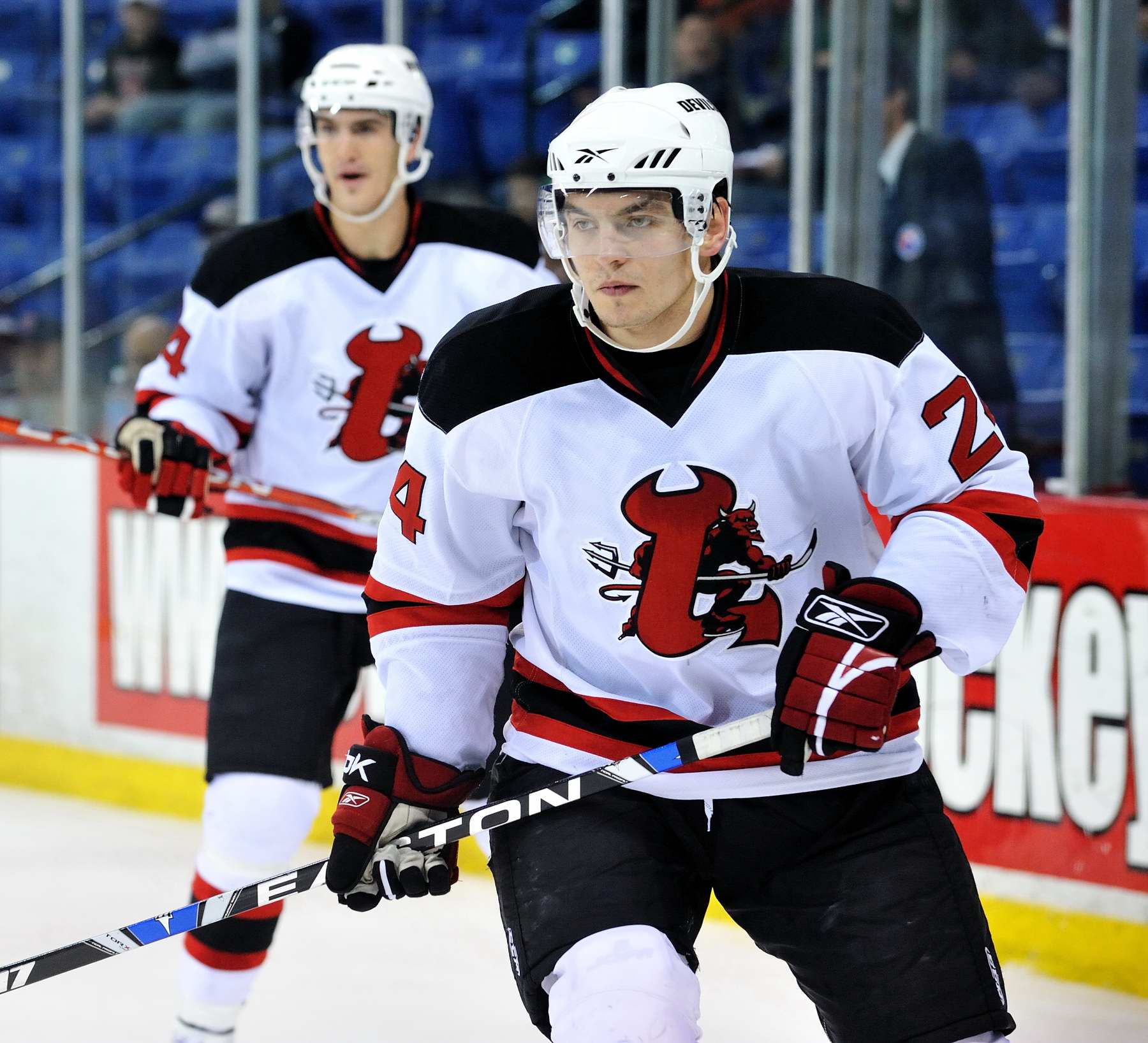
Wassjunow im Trikot der Lowell Devils

Alexander Wassjunow begann seine Karriere als Eishockeyspieler in seiner Heimatstadt im Nachwuchsbereich von Lokomotive Jaroslawl, für dessen Profimannschaft er in der Saison 2005/06 sein Debüt in der russischen Superliga gab. Anschließend wurde der Flügelspieler im NHL Entry Draft 2006 in der zweiten Runde als insgesamt 58. Spieler von den New Jersey Devils ausgewählt. Zunächst blieb er jedoch in seiner russischen Heimat, in der er für Lokomotive Jaroslawl zu Beginn der Saison 2008/09 in der neu gegründeten Kontinentalen Hockey-Liga zwei Spiele absolvierte. Schließlich beorderten ihn die New Jersey Devils in ihr Farmteam, die Lowell Devils, aus der American Hockey League. Die Saison 2010/11 absolvierte er vorwiegend bei den Albany Devils in der AHL, gab aber auch im Saisonverlauf sein NHL-Debüt im Trikot der New Jersey Devils.
Im Juli 2011 kehrte er zu seinem Heimatverein nach Jaroslawl zurück und nahm am Vorbereitungsprogramm des Klubs teil. Am 7. September 2011 kam er bei einem Flugzeugabsturz bei Jaroslawl ums Leben.

### International
Für Russland nahm Wassjunow an der U18-Junioren-Weltmeisterschaft 2006 sowie der U20-Junioren-Weltmeisterschaft 2007 teil. Zudem vertrat er sein Heimatland im Rahmen der Super Series 2007.

## Erfolge und Auszeichnungen
- 2007 Silbermedaille bei der U20-Junioren-Weltmeisterschaft
- 2008 Russischer Vizemeister mit Lokomotive Jaroslawl